# アイソタイプ (免疫学)
1. フラグメント抗原結合（英語版）
2. フラグメント結晶化可能領域
3. 重鎖（青）は、1つの可変（VH）ドメインに続いて、定常ドメイン（CH1）、ヒンジ領域、さらに2つの定常ドメイン（CH2とCH3）を持つ
4. 軽鎖(緑)は1つの可変ドメイン(VL)と1つの定常ドメイン(CL)を持つ
5. 抗原結合部位 (パラトープ)
6. ヒンジ領域

一部の抗体は、複数の抗原分子と結合して複合体を形成している。

免疫学では、抗体（免疫グロブリン（Ig））はアイソタイプ（isotype）またはクラス（class）と呼ばれるいくつかの種類に分類される。抗体の先端付近にある可変（V）領域は分子ごとに無数の違いがあり、それによって抗原（より正確にはエピトープ）を特異的に標的にすることができる。一方、定常（C）領域は幾つかの変異のみ存在し、抗体のクラスを決定する。異なるクラスの抗体は、抗原に応答して異なるエフェクター機構を活性化する（自然免疫系の異なる要素を誘発する）。これらは、免疫反応のさまざまな段階で現れ、構造的特徴や体の周りの場所も異なる。
アイソタイプの発現は、B細胞の成熟段階を反映している。ナイーブB細胞は、変異していない可変遺伝子を持つIgMとIgDのアイソタイプを発現しており、これらの遺伝子は、選択的スプライシング後に同じ初期転写物から生成される。他の抗体アイソタイプ（ヒトではIgG、IgA、IgE）の発現は、抗原曝露後のクラススイッチのプロセスを介して行われる。クラススイッチは、酵素AID（活性化誘導シチジンデアミナーゼ）によって行われ、B細胞がB細胞受容体を介して抗原に結合した後に起こる。クラススイッチには、通常、Tヘルパー細胞との相互作用が必要である。
ヒトでは、5つの抗体アイソタイプに対応する5つの重鎖アイソタイプ α, δ, γ, ε, μ がある。
- α – IgA、さらにサブクラス IgA1 と IgA2 に分けられる
- δ – IgD
- γ – IgG、さらにサブクラス IgG1 から IgG4 に分けられる
- ε – IgE
- μ – IgM

また、軽鎖のアイソタイプには κ および λ もあるが、両者の間に機能上の大きな違いはない。したがって、抗体のアイソタイプは、重鎖の定常領域のみで決定される。
IgMは最初に、未熟B細胞の表面に単量体として発現する。抗原刺激を受け IgM+ B細胞は、5つのIg単量体がジスルフィド結合で結合した五量体のIgM抗体を分泌する。五量体はまた、ポリペプチド J鎖が含まれており、J鎖は2つの単量体を連結し、粘膜表面での分泌を促進する。IgM抗体の五量体構造により、反復エピトープ（例：細菌莢膜、ウイルスのカプシド）を持つ抗原に効率的に結合し、また補体カスケードを活性化する。IgM抗体は、B細胞応答の初期に発現するため、高度に変異することはほとんどなく、幅広い抗原反応性を示すため、T細胞の助けを必要とせずに、幅広い抗原に対して早期に応答することができる。
IgDアイソタイプは、ナイーブB細胞が骨髄から離れ、二次リンパ系器官に移動する際に発現する。IgDアイソタイプの表面発現レベルは、B細胞の活性化状態の違いに関連付けられているが、血清中での役割はよくわかっていない。
IgG、IgE、IgAの各抗体アイソタイプは、胚中心反応の際にクラススイッチに続いて生成され、特定の抗原に応答して異なるエフェクター機能を提供する。IgGは血清中で最も豊富な抗体クラスであり、定常領域遺伝子の構造の違いや、さまざまなエフェクター機能を誘発する能力の違いにより、4つのサブクラスに分類される。各サブクラスは配列の類似性が高い（アミノ酸単位で90％の同一性）にもかかわらず、異なる半減期、固有の抗原結合プロファイル、補体活性化の異なる能力を持っている。IgG1抗体は、最も豊富なIgGクラスであり、タンパク質抗原に対する応答を支配する。免疫不全のいくつかの症例でIgG1の産生障害が認められ、反復感染と関連している。細菌莢膜多糖抗原に対するIgG応答は、主にIgG2サブクラスを介して行われ、このサブクラスが欠損すると、特定の細菌種に対して感染しやすくなる。IgG2は、糖鎖抗原に反応する主要な抗体サブクラスであるが、IgG1およびIgG3サブクラスも、特にタンパク質-糖鎖結合体の場合は、そのような反応が観察されている。
IgG3は、古典的補体経路を誘発することにより、炎症誘発性応答の効率的な活性化因子である。他のIgGサブクラスと比較して半減期が最も短く、ウイルス感染後にタンパク質抗原に反応してIgG1と一緒に存在することが多い。IgG4は、血清中に最も少ないIgGサブクラスであり、同じ抗原に繰り返しさらされたり、または持続性感染症の際に生成されることが多い。
IgA抗体は、呼吸器または腸管で分泌され、粘膜免疫の主要なメディエーターとして働く。それらは血清中では単量体であるが、粘膜表面では分泌型IgA（sIgA）と呼ばれる二量体として現れる。分泌型IgAは、J鎖と分泌因子（secretory component、SC）と呼ばれる別のポリペプチド鎖と関連付けられている。IgA抗体は、ヒンジ領域の大きさが異なる2つのサブクラスに分けられる。IgA1は、細菌プロテアーゼに対する感受性を高めるより長いヒンジ領域を持っている。そのため、このサブクラスは血清IgAの大半を占め、IgA2は主に粘膜分泌物で見られる。IgAによる補体結合反応（complement fixation、CF）は、粘膜表面での主要なエフェクター機構ではないが、IgA受容体は好中球に発現しており、抗体依存性細胞傷害を媒介するために活性化される可能性がある。sIgAはまた、樹状細胞が抗原と結合抗体を取り込むことにより、腸組織の免疫応答を増強することも示されている。
IgE抗体は、末梢血中に最も低い濃度で存在するが、肥満細胞、好酸球、ランゲルハンス細胞の関与によるアレルギー反応の主要な抗体クラスを構成する。また、特定の蠕虫（ぜんちゅう）に対する反応は、IgE抗体レベルの上昇によって特徴付けられる。

## 参照項目
- イディオタイプ（英語版）